# El Porvenir, Santiago Jocotepec
El Porvenir är en ort i Mexiko.   Den ligger i kommunen Santiago Jocotepec och delstaten Oaxaca, i den sydöstra delen av landet, 400 km sydost om huvudstaden Mexico City. El Porvenir ligger 247 meter över havet och antalet invånare är 112.
Terrängen runt El Porvenir är kuperad. Runt El Porvenir är det ganska glesbefolkat, med 23 invånare per kvadratkilometer. Närmaste större samhälle är San José Río Manzo, 12,9 km nordost om El Porvenir. I omgivningarna runt El Porvenir växer i huvudsak städsegrön lövskog.